# Offagna
Offagna és un comune (municipi) de la província d'Ancona, a la regió italiana de les Marques, situat a 11 quilòmetres al sud-oest d'Ancona. A 1 de gener de 2019 la seva població era de 2.025 habitants.
Offagna limita amb els següents municipis: Ancona, Osimo i Polverigi.